# Tropodiaptomus ruttneri
Tropodiaptomus ruttneri is een eenoogkreeftjessoort uit de familie van de Diaptomidae. De wetenschappelijke naam van de soort is voor het eerst geldig gepubliceerd in 1923 door Brehm.